# Srí Lanka hívójelkörzetei
Srí Lanka jelenleg (2024) nincs felosztva hívójelkörzetekre.
Srí Lanka számára az ITU az 4[P..S] hívójelprefixet határozta meg.
Az Egyesült Királyság fennhatósága alatt a VS7 hívójelprefixet használták.
| Prefix  | Körzet | Hely/jelleg                                                     | ITU zóna | CQ zóna | 1 szintű QTH lokátor |
| ------- | ------ | --------------------------------------------------------------- | -------- | ------- | -------------------- |
| 4[P..S] | [0..9] | Srí Lanka                                                       | 41       | 22      | MJ, NJ               |
| 4[P..S] | 5      | Novice engedély                                                 | 41       | 22      | MJ, NJ               |
| 4[P..S] | 6      | General engedély                                                | 41       | 22      | MJ, NJ               |
| 4[P..S] | 7      | Advane engedély                                                 | 41       | 22      | MJ, NJ               |
| VS      | 7      | Kivezetve, az Egyesült Királyság fennhatósága alatt használták. | 41       | 22      | MJ, NJ               |

## Lajstromjel
Vízi és légi járművek lajstromjelezéséhez a 4R prefixet használják.